# Collospermum montanum
Collospermum montanum là một loài thực vật có hoa trong họ Asteliaceae. Loài này được (Seem.) Skottsb. mô tả khoa học đầu tiên năm 1934.